# فرنسيس جيمس (صحفي)
فرنسيس جيمس (بالإنجليزية: Francis James) هو جاسوس وصحفي أسترالي، ولد في 21 أبريل 1918 في كوينزتاون ‏ في أستراليا، وتوفي في 24 أغسطس 1992.